# Isabel Allende
Isabel Allende, född 2 augusti 1942 i Lima i Peru, är en chilensk författare och journalist. Hon anses vara en av de första framgångsrika kvinnliga romanförfattarna i Latinamerika. Hon är främst känd för romanen Andarnas hus (La casa de los espíritus) från 1982 och Odjurens stad (La ciudad de las bestias) från 2002 som har varit framgångsrika. Hon har skrivit romaner delvis baserade på sina egna erfarenheter, ofta med fokusering på kvinnor med myt och realism tillsammans. Hon har föreläst och undervisat om litteratur vid flera amerikanska universitet. Sedan 1989 är hon bosatt i Kalifornien och sedan 2019 gift med sin tredje man, advokaten Roger Cukras från New York.

## Biografi
Isabel Allende föddes i Lima, Peru som dotter till Tomás Allende, chilensk diplomat i Peru, och Francisca Llona. Tomás Allende var kusin till Salvador Allende, Chiles president från 1970 till 1973. Flera källor nämner felaktigt Isabel Allende som Salvador Allendes brorsdotter. Detta kan bero på ett översättningsfel av de spanska orden "tio" och "tia", som refererar både till föräldrars syskon (farbror och morbror respektive faster och moster) och till föräldrars kusiner.
När hon var tre år lämnade fadern familjen och Isabel Allendes mor tog med sig henne och hennes två bröder till morföräldrarnas hus i Santiago. Morfadern, Agustín Llona Cuevas, spelade en viktig roll i hennes uppväxt. Modern gifte om sig med diplomaten Ramón Huidobro 1953, varför Isabel bodde i Bolivia och Beirut, där hon gick i engelskspråkiga skolor. Med anledning av Suezkrisen återvände modern med sina döttrar till Chile.
1959 fick Isabel Allende tjänst vid FN:s Food and Agriculture Organization (FAO) i Santiago, och arbetade där till 1965. Under den tiden gifte hon sig med Miguel Frías, som hon lärt känna under gymnasiet. De gifte sig 1962 och fick dottern Paula 1963. 1965 begav hon sig med sin familj till Europa, och återvände 1966, då hennes son Nicolás föddes.
Allende var därefter verksam som journalist vid den feministiska tidskriften Paula, där hon också ingick i redaktionen. 1970 valdes hennes fars kusin till Chiles president, och hennes styvfar blev i samband med detta utnämnd till ambassadör i Argentina. Isabel Allende själv fortsatte som journalist, och började skriva för barn, dels i tidskriften Mampato, dels i form av två barnböcker. Hon var under några år programledare vid den statliga televisionen. 1972 uppfördes hennes första pjäs, El embajador. När Salvador Allende dog i samband med statskuppen 1973 fortsatte hon vid TV, men efter att ha fått flera dödshot och hamnat på en lista över efterlysta flydde hon till Venezuela där hon var verksam vid tidningen El Nacional i Caracas. Hon stannade där i 13 år. Efter några år slutade hon som journalist, och fick tjänst vid en skola i Caracas.
Hon och Miguel Frías skilde sig 1987, efter att äktenskapet varit i gungning under en lång tid. Ett år senare under ett besök i Kalifornien 1988 träffade hon sin andra make, advokaten Willie Gordon. De bosatte sig i San Rafael, Kalifornien och gifte sig senare. Detta äktenskap varade fram till deras skilsmässa 2015.
Hon hade nått internationell framgång som skönlitterär författare, med flera romaner. 1994 tilldelades hon Gabriela Mistral-priset. Hon var den första kvinnan att få utmärkelsen. 2006 var hon en av åtta fanbärare vid invigningsceremonin av de olympiska vinterspelen i Turin i Italien. 2008 utsågs hon till hedersdoktor, som Doctor of Humane Letters av San Francisco State University, för hennes "distinguished contributions as a literary artist and humanitarian.". Ytterligare en hedersutmärkelse erhöll Allende år 2014, då Harvard University utsåg henne till hedersdoktor, som Doctor of Letters.
Isabel Allende bor ännu kvar i San Rafael och är sedan 2019 gift för tredje gången, med advokaten Roger Cukras från New York.

## Utmärkelser
Asteroiden 9778 Isabelallende är uppkallad efter henne.

## Litterär karriär
Andarnas hus, som är en av hennes mest berömda romaner, påbörjade hon 1981. Den var egentligen menad som ett brev till hennes döende morfar, då 99 år gammal, men hon kunde inte sluta skriva. Den utgavs året därpå. Hon jämfördes med Gabriel García Márquez som skribent i den stilen som kallas för magisk realism. Bille August filmatiserade den 1993, och filmen blev en stor internationell succé.
1984 skrev hon romanen De amor y de sombra (Kärlek och skugga) som snabbt blev en succé och som också blev filmatiserad 1994 som Of Love and Shadows. 1992 avled dottern Paula av komplikationer i samband med porfyri. Isabel Allendes nästa roman, Paula, handlade om dottern, och har filmatiserats med Antonio Banderas i en av huvudrollerna.
I mars 2021 lanserades miniserien Isabel på HBO Max,som handlar om Isabel och hennes 40-åriga författarskap.
Isabel Allende har erhållit en oräknelig mängd utmärkelser. Förutom flera hedersdoktorat, har hon blivit hedersmedborgare i Austin, USA, och ledamot av Ordre des Arts et des Lettres.